# Place du Château-Rouge
Pour les articles homonymes, voir Château Rouge.
La place du Château-Rouge est une place du 18e arrondissement de Paris.

## Situation et accès
Elle est formée par l'intersection du boulevard Barbès (qui la traverse du sud au nord à hauteur de ses nos 48-50 et 33-35), de la rue Poulet (qui la traverse du sud-ouest au nord-est à hauteur de ses nos 19-21 et 22-26) et de la rue Custine (qui en part direction nord-ouest).

## Origine du nom

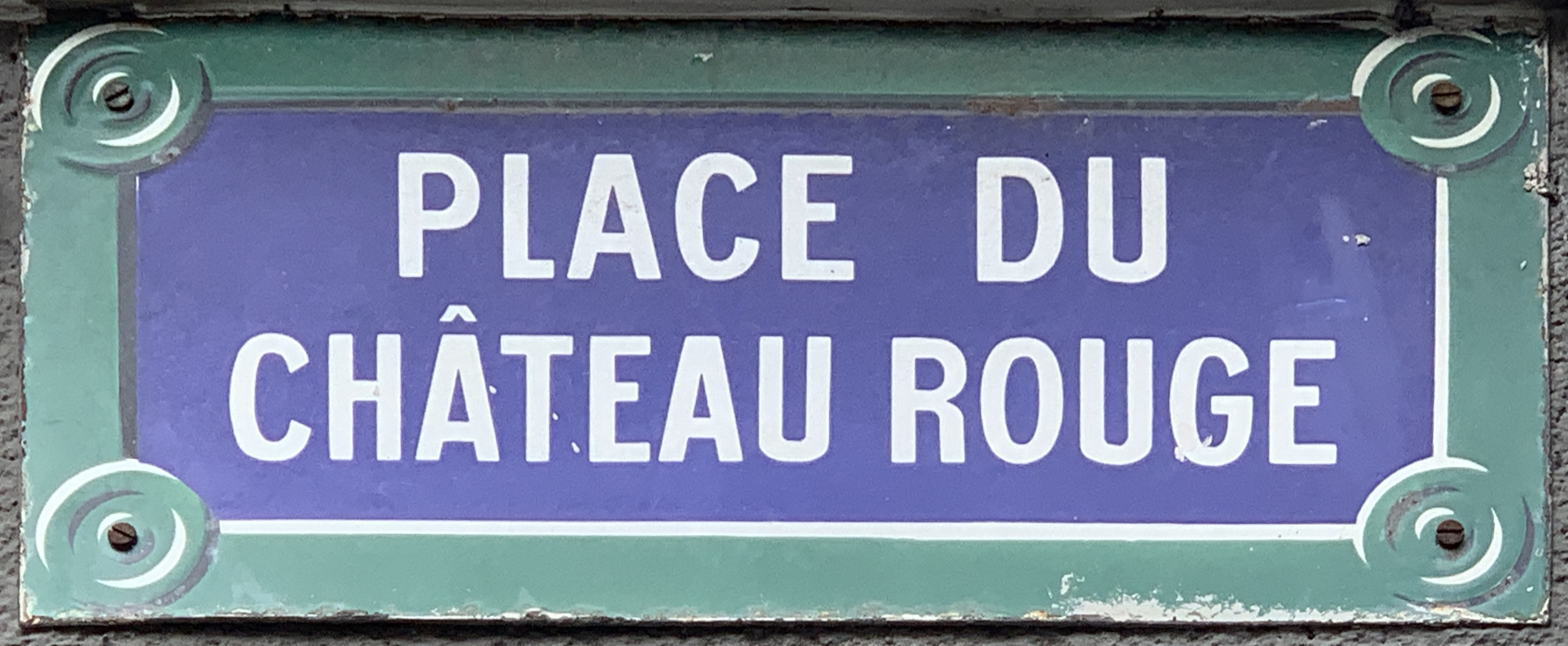
Plaque de la place.

Elle tire son nom d'un petit château ou manoir, dit « Château Rouge », dont on a dit à tort qu'il avait été construit pour Gabrielle d’Estrées ; en vérité, c'est un canular créé de toutes pièces par un de ses propriétaires, au XIXe siècle, qui le transforma en bal public et qui inventa cette légende pour sa publicité en profitant de l'importante popularité d'Henri IV à cette époque. Le bâtiment fut démoli en 1889. 
Ce nom est aussi celui du quartier environnant, Château Rouge, et de la station de métro qui dessert la place, Château Rouge.
Il y eut enfin une « rue du Château-Rouge », absorbée par la rue de Clignancourt en 1868.

## Historique
Le territoire sur lequel cette place est située appartenait à la commune de Montmartre à l'époque de sa création. Son ouverture à l'emplacement du parc du Château Rouge, avec celle de cinq rues voisines, a été autorisée par une ordonnance du 31 mars 1847, signée par Louis-Philippe. La place, de forme rectangulaire, est constituée au croisement des rues Poulet et Lévisse,.
Après le rattachement de Montmartre à Paris par la loi du 16 juin 1859, la place est classée officiellement dans la voirie parisienne le 23 mai 1863.
Dans les années 1860, la place est profondément remaniée dans le cadre des travaux haussmanniens. La rue Lévisse, large de 14 m, est englobée dans un nouveau boulevard de 30 m de large, établi dans le prolongement du boulevard Magenta depuis l'ancienne barrière Poissonnière jusqu'à la porte de Clignancourt (actuels boulevard Barbès et boulevard d'Ornano). Une nouvelle rue de 20 m, actuelle rue Custine, est tracée au départ de la place vers la rue de Clignancourt. Ces deux nouvelles voies sont déclarées d'utilité publique le 23 mai 1863. La place est donc agrandie vers l'ouest ; seuls les côtés nord (angle Barbès et Poulet) et est (46-48, boulevard Barbès) de la place correspondent aux limites d'origine.
Dans la nuit du 20 au 21 avril 1944, pendant la Seconde Guerre mondiale, sous l'Occupation, le dépôt ferroviaire voisin de La Chapelle est bombardé par l'aviation alliée, qui prend aussi pour cible un appareil de la DCA allemande installé sur la butte Montmartre. Le quartier alentour est touché. Un témoin raconte : « Les derniers étages d'un immeuble, place du Château-Rouge devant le métro, brûlent ».

## Bâtiments remarquables et lieux de mémoire
Il s'y trouve un grand modèle de fontaine Wallace.